# شون وليامز (لاعب كريكت)
شون وليامز (26 سبتمبر 1986 في زيمبابوي - ) (بالإنجليزية: Sean Williams)‏ هو لاعب كريكت زيمبابوي. لعب مع منتخب زمبابوي للكريكت.

## وصلات خارجية
- شون وليامز على موقع إي آس بي آن كريك إنفو (الإنجليزية)